# Harry Reid
Harry Reid   (Searchlight, 2 de desembre de 1939 - Henderson, 28 de desembre de 2021) fou un polític estatunidenc, membre del Partit Demòcrata, senador de Nevada al Congrés dels Estats Units des de 1987-2017, líder de la majoria Demòcrata al Senat dels Estats Units des de 2007.
Reid és el mormó que ha ocupat el càrrec més alt en el govern dels Estats Units en la història d'aquest país.

## Biografia
Harry Reid va néixer el 2 de desembre de 1939 a la ciutat minera de Searchlight, Nevada. El seu pare, miner de fons, va ser un alcohòlic que més tard acabaria suïcidant-se.
Diplomat com advocat a la Universitat Estatal de Utah, Harry Reid comença la seva carrera professional a Washington DC en qualitat d'oficial de la policia del Capitoli. Alhora realitza la seva carrera de dret a la Universitat George Washington, en la qual es va graduar en 1964. Obre llavors el seu gabinet d'advocats a Nevada abans de començar ràpidament una carrera política.
Reid estava casat amb Landra Gould i era pare de cinc fills.

## Carrera política
De 1968 a 1970, Harry Reid va ser membre de l'assemblea legislativa de Nevada.
De 1970 a 1974, exercí com a tinent governador de l'estat.
De 1977 a 1981, Reid va treballar de comissari de jocs de l'estat, un lloc molt exposat a les amenaces de tota classe. Així, la seva dona descobriria una bomba adhesiva posada en el seu cotxe. Jack Gordon, el futur marit de La Toya Jackson, va intentar un cop subornar Reid. Aquest va autoritzar l'FBI a gravar les seves converses amb Gordon, qui fou detingut per un delicte de suborn per una quantitat de 12.000 dòlars.
El 1982, Reid fou elegit a la Cambra dels Representants dels Estats Units en la nova circumscripció de Las Vegas i la seva regió. És reelegit amb un ampli marge en 1984.
El 1986, Reid fou elegit al Senat dels Estats Units, succeint al senador republicà i antic governador, Paul Laxalt. Reelegit el 1992, ho tornà a ser el 1998, si bé per un estret marge (428 vots) davant del republicà John Ensign, qui fou elegit el 2000 per a l'altre escó de senador.
El 1999, Reid passà a ser el vice-líder de la minoria demòcrata al Senat i el braç dret del líder d'aquesta minoria, Tom Daschle. El 2004 fou reelegit una vegada més, aquest cop amb un marge més ampli, el 61% dels vots enfront del 35% del republicà Richard Ziser. El 16 de novembre de 2004, Reid fou elegit líder de la minoria Demòcrata al Senat dels Estats Units en el 109è Congrés, com a resultat de la derrota electoral de Tom Daschle a Dakota del Sud, i el 14 de novembre de 2006, en el 110è Congrés, ho fou com a líder de la majoria per la victòria Demòcrata.

## Filosofia política
En matèria d'avortament, la posició de Reid semblava ambigua. Considerat provida (contrari a l'avortament) per no haver donat suport la decisió Roe contra Wade en 2004, es va negar explícitament a ratificar tota llei que qüestionés el dret a l'avortament.
Dels cinc senadors mormons elegits al Senat dels Estats Units en el 109è congrés, Reid era l'únic demòcrata.
El maig de 2005, va tractar el president George W. Bush de "perdedor" (loser) per comparació amb el seu pare: "The man's father is a wonderful human being. I think this guy is a loser."
També va proferir paraules poc agradables de Clarence Thomas, del Tribunal Suprem dels Estats Units, així com d'Alan Greenspan, el president de la Federal Reserve.